# II. Vilmos holland gróf
Holland Vilmos (németül: Wilhelm von Holland; 1228 februárja – 1256. január 28.) Holland és Zeeland grófja 1234-től (II. Vilmos néven), német ellenkirály 1247-től, király 1254-től haláláig.

## Élete

### Ifjúsága
IV. Flórián holland gróf és Brabanti Matilda fiaként látta meg a napvilágot. Amikor édesapja halálos sebet kapott a corbie-i viadalon, Vilmos mindössze hétéves volt. Nagybátyjai, Vilmos és Ottó, voltak a gyámjai 1239-ig.

### Ellenkirállyá választása
Raspe Henrik halála után a rajnai érsekek (Mainz, Köln, Trier), valamint az észak-rajna-vesztfáliai területek birtokosai választották meg ellenkirállyá 1247-ben. Hosszabb ostrom után elfoglalta Aachent, itt meg is koronázták 1248. november 1-jén. 1249-ben elismerte őt Lotaringia és Karintia is, de a birodalom északi és keleti felében nem igazán talált támogatókra. Csak II. Frigyes halála és IV. Konrád Itáliába vonulása után került előtérbe személye.
1251 húsvétján IV. Ince pápa is elismerte, 1252-ben kötött házassága révén a még mindig elég hatalmas Welfekkel került rokonságba: feleségül vette Erzsébet braunschweigi hercegnőt (1235–1266), I. Ottó braunschweig–lüneburgi herceg leányát. Ez újabb befolyásos támogatókat jelentett ügyének. 1252. március 25-én formálisan újraválasztották német királynak.
Ennek ellenére, bár Vilmos "nem volt híján bátor és lovagias tulajdonságoknak… uralma soha sem terjedt túl a Rajna parti országokon.".

### Egyeduralkodó
IV. Konrád 1254-es halálát követően a hosszas háborúskodásba belefáradt, viszont a Hohenstaufokhoz hű rajnai városok is átálltak az ő oldalára.

### Otthoni harcok
Hazájában ezalatt Vilmos a flamandok ellen harcolt Zeelandért. (Német királyként) megtette magát Zeeland grófjának. 1253 júliusában legyőzte a flamand sereget Westkapellenél, amit egy év múlva fegyverszünet követett. Flamand ellenes politikája megrontotta a viszonyát Franciaországgal.
1254 májusában vereséget mért a tartományával szomszédos frízekre. Épített néhány megerősített kastélyt Heemskerkben és Haarlemben és utakat, a frízek elleni háború során.

### Halála
1256 elején újabb hadjáratot indított a frízek ellen. A Hoogwoud közeli csatában január 28-án, Vilmos megpróbált átkelni egy befagyott tavon[forrás?], de a lova alatt beszakadt a jég. Ebben a védtelen pozícióban a frízek agyonverték, testét pedig titokban temették el, egy ház padlója alá. Maradványait fia, V. Flórián holland gróf, ravatalozta fel huszonhat évvel később (1282), aki csak kétéves volt, amikor követte édesapját a trónon. Vilmost ez után Middelburgban temették el. Melis Stoke, V. Flórián írnoka jegyezte le Vilmos halálát.